# Аарон Армстронг
Аарон Армстронг  (англ. Aaron Armstrong; нар. 14 жовтня 1977) — тринідадський легкоатлет, олімпійський медаліст.

## Виступи на Олімпіадах
| Олімпіада  | Дисципліна              | Місце     |
| ---------- | ----------------------- | --------- |
| Пекін 2008 | біг на 200 метрів       | 5 h3 r2/4 |
| Пекін 2008 | естафета 4 x 100 метрів | 2         |